# بيز بلافنا دادينت
بيز بلافنا دادينت (بالإنجليزية: Piz Plavna Dadaint)‏ هو أحد جبال سلسلة جبال الألب سيسفيينا ويقع في كانتون غراوبوندن في سويسرا. يحتل المرتبة رقم 152 في قائمة جبال سويسرا من حيث الارتفاع، إذ يبلغ ارتفاعه حوالي 3167 متر، بينما يبلغ ارتفاع نتوء الجبل 490 متر، هذا وقد سجل أول وصول لقمة الجبل عام 1891.